# Novi Sulak
Novi Sulak (en rus: Новый Сулак) és un poble (un possiólok) del Daguestan, a Rússia, que el 2019 tenia 3.648 habitants. Pertany al districte rural de Kiziliurt.